# جکسون سی فرانک
جکسون سی فرانک (انگلیسی: Jackson C. Frank؛ ۲ مارس ۱۹۴۳ – ۳ مارس ۱۹۹۹) یک موسیقی‌دان سبک فولک اهل ایالات متحده آمریکا بود.